# KGB (Sovjet-Unie)

Symbool van de KGB

KGB is de afkorting van de Russische naam Komitet gosoedarstvennoj bezopasnosti (Комитет государственной безопасности), oftewel Comité voor Staatsveiligheid. De KGB was de belangrijkste geheime dienst van de Sovjet-Unie. In Wit-Rusland heet de geheime dienst nog steeds KGB.

## Geschiedenis
De KGB werd opgericht in maart 1954 als het 'schild en zwaard' van de communistische partij - wat ook in het embleem van de dienst tot uitdrukking kwam - en bestond tot het einde van de Sovjet-Unie in 1991. De dienst, die een opvolger was van eerdere soortgelijke organisaties bekend onder de namen Tsjeka, GPOe, NKVD en MGB, was belast met spionage, het ontfutselen van geheime informatie uit niet-communistische landen (met name de VS), de liquidatie van niet-communistische personen (uitgevoerd door Afdeling V, de ultrageheime afdeling voor moord en sabotage) en het uitbannen van anticommunistische elementen. Daarnaast was de KGB ook verantwoordelijk voor de veiligheid van partijfunctionarissen en staatslieden van de Sovjet-Unie.
Na het uiteenvallen van de Sovjet-Unie in 1991 werd de KGB vervangen door de FSK, die in 1995 weer werd vervangen door de Federale Veiligheidsdienst (FSB), de huidige veiligheidsdienst van Rusland. De huidige president van Rusland, Vladimir Poetin, begon zijn carrière in 1975 bij de KGB (toen de latere secretaris-generaal van de USSR Joeri Andropov hoofd van de KGB was) en werd later hoofd van de FSB.

## Terreur
De KGB is medeverantwoordelijk geweest voor een ware staatsterreur uitgevoerd tegen dissidente schrijvers, intellectuelen, geleerden en andersdenkenden (waaronder joodse, katholieke en orthodoxe religieuzen) en anti-stalinistische marxisten. Daarbij werd geen middel geschuwd om deze niet-communisten het leven zuur te maken, te achtervolgen, te vermoorden of thuis binnen te vallen voor een 'onderzoek' naar staatsgevaarlijke activiteiten. Wie als dissident weigerde zich te conformeren aan het communistische gedachtegoed, kon opgesloten worden in een psychiatrische kliniek. Weer anderen werden uit een schrijversbond gestoten wegens vermeende anticommunistische motieven. Wie slechts de schijn tegen had, kon al met de KGB te maken krijgen.
De KGB leverde het apparaat voor de staatsonderdrukking van de Sovjet-burger.

## Organisatie

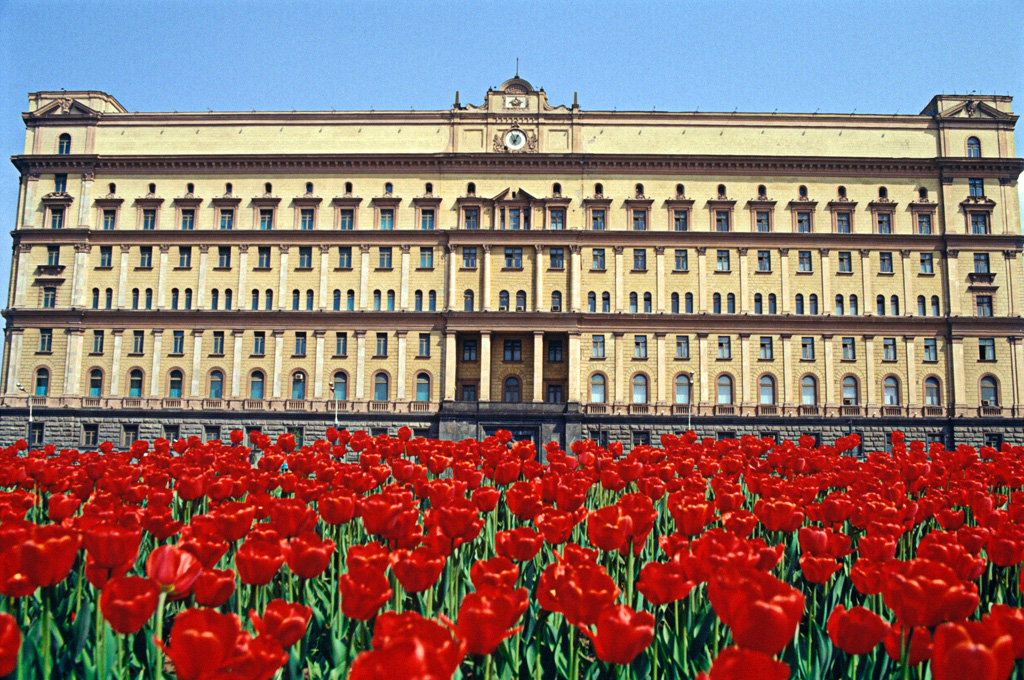
KGB-gebouw op het Loebjankaplein in Moskou

De KGB bestond uit een aantal hoofddirectoraten en onderafdelingen die allemaal een specifieke taak hadden. Medio jaren zeventig werden de onderstaande directoraten en onderafdelingen onderscheiden; de lijst hieronder is overigens verre van compleet:
- Eerste Hoofddirectoraat met 16 afdelingen en 3 onderdirectoraten. Deze afdeling was verantwoordelijk voor alle clandestiene operaties in het buitenland. Dit directoraat bestond o.a. uit de Afdeling V en A (V = Moord/sabotage en A = Afdeling Desinformatie). Tien onderafdelingen van het Eerste Hoofddirectoraat waren de geografische divisies. Zo viel de Bondsrepubliek Duitsland onder de 4e Afdeling van het Eerste Hoofddirectoraat en de Benelux-landen onder de 5e Afdeling.
- Tweede Hoofddirectoraat met 12 afdelingen. Van deze twaalf waren er zes belast met het corrumperen van Westerse diplomaten.
- Vijfde Hoofddirectoraat. In 1969 opgericht door het Politbureau om dissidentie en dissidente intelligentsia te bestrijden. In dit hoofddirectoraat was ook een (anti)Joodse afdeling actief. De onderafdelingen (de 5e 6e 7e 8e en 9e onderafdeling) waren afkomstig van de dienst Politieke Veiligheid.
- Hoofddirectoraat Grenstroepen. Dit hoofddirectoraat bestond uit een eliteleger van land- en zeemacht en was zo'n 300.000 man sterk. Bedoeling  was het binnenhouden van alle Sovjet-burgers. De grenstroepen waren speciaal opgeleid om vluchtende Sovjet-burgers te pakken te krijgen.
- Hoofddirectoraat Strijdkrachten.
- Hoofddirectoraat Technische Operaties. Dit bevatte de onderzoekslaboratoria en geleerden. Het was verantwoordelijk voor het ontwikkelen van wapens, chemicaliën, en vergiften die tegen politieke opponenten werden ingezet.
- Directoraat Personeelszaken.
- Directoraat Administratie.
- Zevende Directoraat Surveillance. Hier werden agenten opgeleid in het schaduwen van personen. In dit Directoraat waren weer 12 afdelingen te onderscheiden.
- Directoraat Communicatie. Dit omvatte alles wat met elektronische spionage te maken had (satellieten, Russische 'vissersschepen') en het opstellen van bepaalde codes.
- Directoraat Lijfwachten. Dit was verantwoordelijk voor de bewaking en beveiliging van belangrijke politieke kopstukken en partijleiders van het Politbureau.
- Afdeling Bijzonder Onderzoek. Deze afdeling was belast met het onderzoek naar mogelijk verraad of spionage binnen eigen gelederen.
- Afdeling voor vergelijking Operationele Ervaring. Deze afdeling was verantwoordelijk voor het bestuderen van inlichtingenoperaties waardoor er nuttige lessen getrokken kon worden.
- Afdeling Staatscommunicatie. Het gaat hier over zogenaamde verbindingstroepen.
- Afdeling Bewaking. Bewakers die de officiële gebouwen van de KGB bewaakten.
- Afdeling Financiën. Hier werden de salarissen en operationele fondsen beheerd.
- Afdeling Registratie en Archieven.

## Bekende ex-KGB'ers
- Joeri Andropov
- Vladimir Krjoetsjkov
- Aleksandr Litvinenko
- Vasili Mitrochin (zie: Mitrochin-archief)
- Vladimir Poetin
- Joeri Sjvets
- Viktor Tsjerkasjin
- Igor Popov

## Documentaire
- KGB - The Sword and the Shield (2019); geproduceerd en geregisseerd door Jamie Doran